# برايان هينتون
برايان هينتون (بالإنجليزية: Brian Hinton)‏ هو عالم موسيقى بريطاني، ولد في 21 سبتمبر 1950 في ساوثهامبتون في المملكة المتحدة.